# Флоран Хадергьонай
Флоран Хадергьонай (нім. Florent Hadergjonaj, нар. 31 липня 1994, Лангнау-ім-Емменталь) — косоварський і швейцарський футболіст албанського походження, захисник клубу «Касимпаша».

## Клубна кар'єра
Народився 31 липня 1994 року в місті Лангнау-ім-Емменталь. Вихованець юнацьких команд футбольних клубів «Люцерн» та «Янг Бойз».
2013 року був переведений до основної команди «Янг Бойз». 29 вересня 2013 року в матчі проти «Цюриха» дебютував у чемпіонаті Швейцарії. У першому сезоні грав не регулярно, в основному виходячи на заміни в кінці матчу. Але вже в наступному сезоні став частіше виходити в стартовому складі і 28 серпня 2014 року в матчі раунду плей-офф Ліги Європи проти угорського «Дебрецена» дебютував у єврокубках. У тому ж сезоні Флоран допоміг команді стати срібними призерами національного чемпіонату, а з наступного став основним гравцем. Всього встиг відіграти за бернську команду 71 матч в національному чемпіонаті.
8 серпня 2016 року підписав чотирирічний контракт з німецьким клубом «Інгольштадт 04»
, за який у першому сезоні зіграв 25 матчів у Бундеслізі і забив гол, проте не врятував команду від вильоту в другий дивізіон.

## Виступи за збірні
З 2013 року залучався до складу молодіжної збірної Швейцарії. На молодіжному рівні зіграв у 10 офіційних матчах.
1 червня 2017 року дебютував у національній збірній Швейцарії в товариському матчі проти збірної Білорусі (1:0), в якому він у перерві замінив Сільвана Відмера.

## Статистика виступів

### Статистика клубних виступів
Станом на 1 липня 2016 року
| Сезон                | Команда              | Чемпіонат            | Чемпіонат | Чемпіонат | Національний кубок | Національний кубок | Національний кубок | Континентальні кубки | Континентальні кубки | Континентальні кубки | Інші змагання | Інші змагання | Інші змагання | Усього | Усього |
| Сезон                | Команда              | Ліга                 | Ігор      | Голів     | Ліга               | Ігор               | Голів              | Ліга                 | Ігор                 | Голів                | Ліга          | Ігор          | Голів         | Ігор   | Голів  |
| -------------------- | -------------------- | -------------------- | --------- | --------- | ------------------ | ------------------ | ------------------ | -------------------- | -------------------- | -------------------- | ------------- | ------------- | ------------- | ------ | ------ |
| 2013–14              | «Янг Бойз»           | СЛ                   | 11        | 0         | КШ                 | 1                  | 0                  | -                    | -                    | -                    | -             | -             | -             | 12     | 1      |
| 2014–15              | «Янг Бойз»           | СЛ                   | 26        | 0         | КШ                 | 0                  | 0                  | ЛЄ                   | 8                    | 0                    | -             | -             | -             | 29     | 0      |
| 2015–16              | «Янг Бойз»           | СЛ                   | 32        | 0         | КШ                 | 2                  | 0                  | ЛЧ                   | 2                    | 0                    | -             | -             | -             | 6      | 0      |
| Усього за «Янг Бойз» | Усього за «Янг Бойз» | Усього за «Янг Бойз» | 69        | 0         |                    | 3                  | 0                  |                      | 10                   | 0                    |               | -             | -             | 82     | 0      |
| Усього за кар'єру    | Усього за кар'єру    | Усього за кар'єру    | 69        | 0         |                    | 3                  | 0                  |                      | 10                   | 0                    |               | -             | -             | 82     | 0      |